# 川岸駅
川岸駅（かわぎしえき）は、長野県岡谷市川岸東にある東日本旅客鉄道（JR東日本）中央本線の駅である。
辰野駅を終点とする、東海旅客鉄道（JR東海）管轄の飯田線も乗り入れており、列車の大半が同線からの乗り入れ列車である。

## 歴史
- 1923年（大正12年）10月28日：鉄道省中央本線の新駅として開業[1]。旅客および貨物の取り扱いを開始[2]。
- 1949年（昭和24年）6月1日：日本国有鉄道に移管[3]。
- 1963年（昭和38年）2月21日：貨物の取り扱いを廃止[2]。
- 1979年（昭和54年）7月16日：業務委託駅となる[4]。
- 1984年（昭和59年）3月21日：駅員無配置となり[5]、同時に簡易委託化される[6]。
- 1987年（昭和62年）4月1日：国鉄分割民営化により、JR東日本の駅となる[7]。
- 2005年（平成17年）10月3日：簡易型自動券売機を設置。
- 2014年（平成26年）4月1日：東京近郊区間に編入される[8]。
- 2019年（令和元年）9月12日：自動券売機を撤去し、乗車駅証明書発行機を設置。
- 2021年（令和3年）8月15日：令和3年8月豪雨により、駅前で民家を巻き込む土石流が発生[9]。駅構内にも水や土砂が流れ込み終日運休となった[10]。
- 2023年（令和5年）10月29日：新駅舎の使用を開始[11][12]。

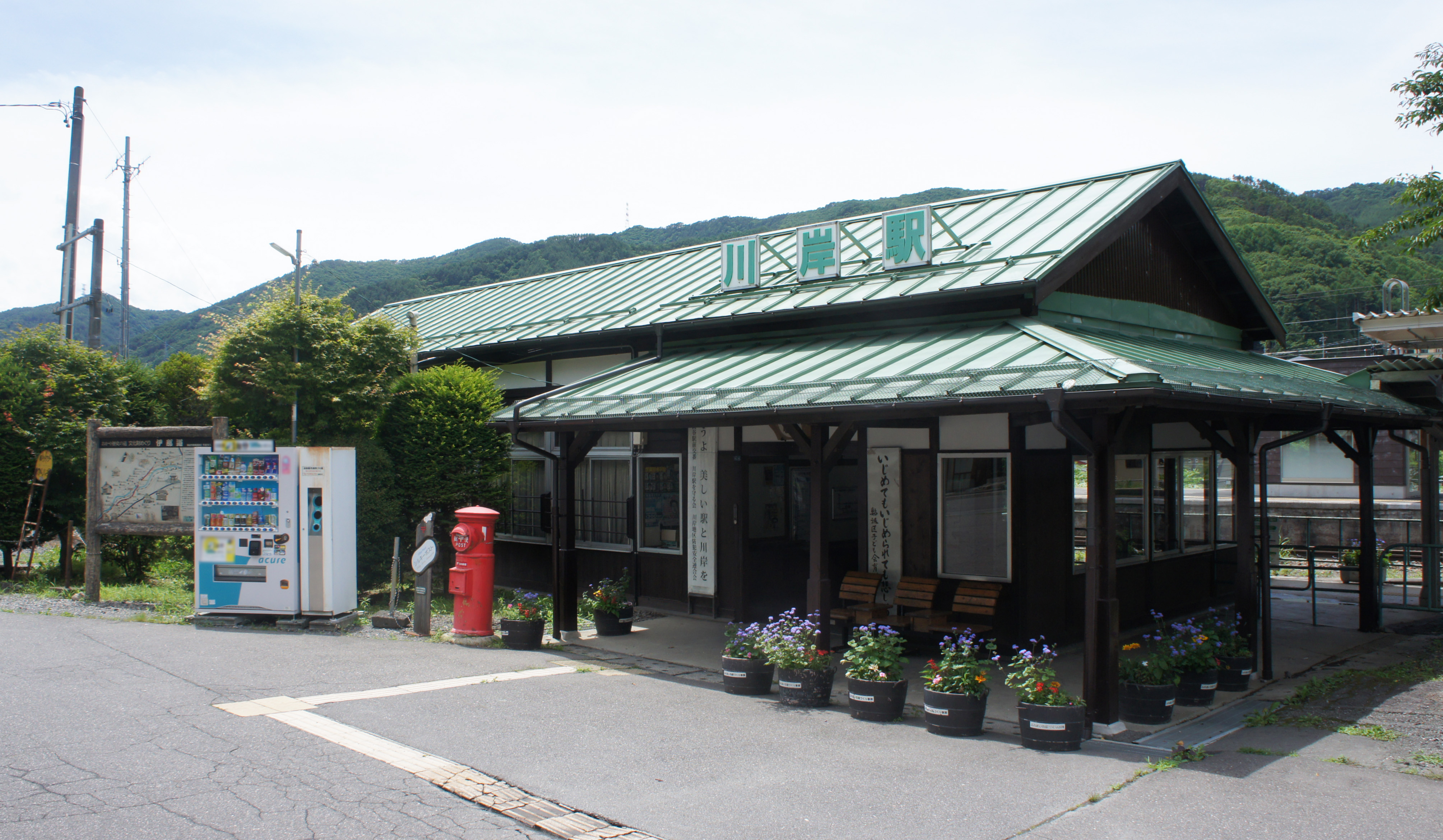
建替え前の駅舎（2021年7月）
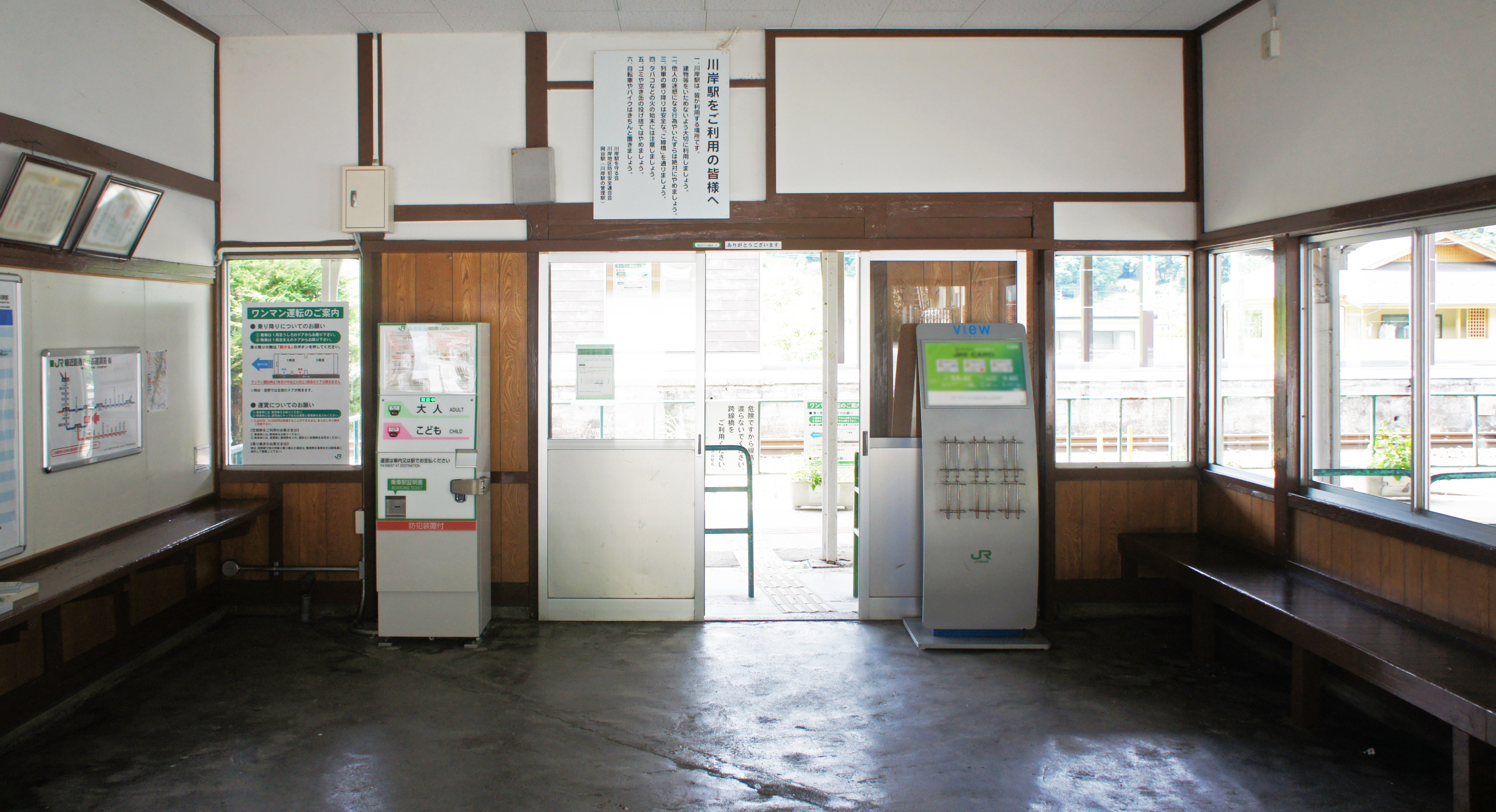
建替え前の待合室（2021年7月）

## 駅構造
島式ホーム1面2線を有する地上駅である。駅舎とホームは跨線橋で連絡している。跨線橋やホームの上屋などの柱の部分には、古いレールが利用されている。なお、建て替え前は開業当初からの木造駅舎で、待合室部分をそのまま使用していた。
岡谷駅管理の無人駅である。乗車駅証明書発行機が設置されている。
2014年（平成26年）4月1日より東京近郊区間に編入され、Suicaなど交通系IC乗車券が岡谷駅と塩尻駅は導入されているのに対し、当駅 - 辰野 - 信濃川島 - 小野の旧線区間は引き続きエリア対象外となっている。

### のりば
| 番線 | 路線      | 方向 | 行先     |
| ---- | --------- | ---- | -------- |
| 1    | ■中央本線 | 下り | 辰野方面 |
| 2    | ■中央本線 | 上り | 岡谷方面 |

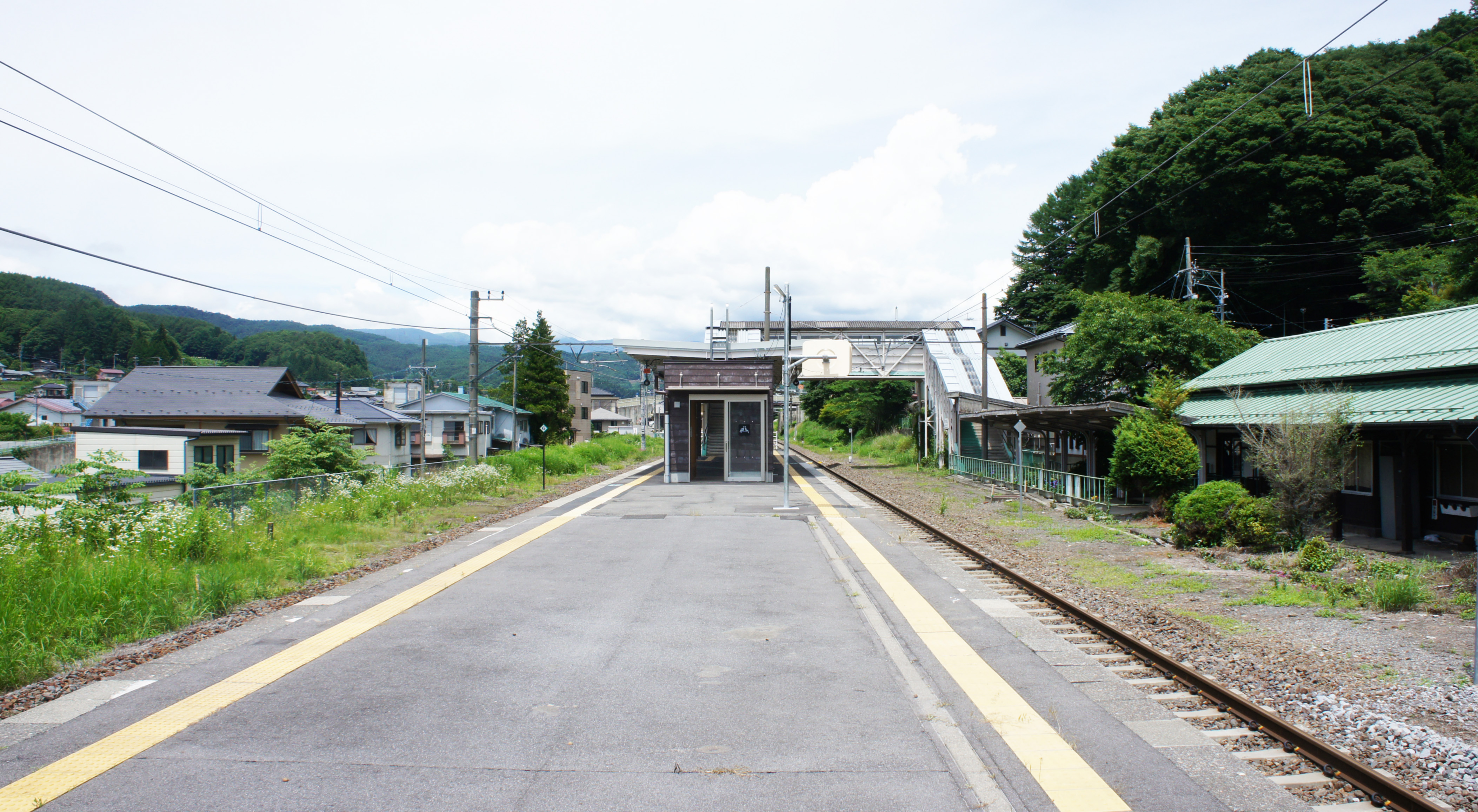
ホーム（2021年7月）

## 利用状況
2007年度（平成21年度）、2009年度（平成21年度）- 2011年度（平成23年度）の1日平均乗車人員の推移は以下のとおりであった。
| 乗車人員推移       | 乗車人員推移     | 乗車人員推移 |
| 年度               | 1日平均 乗車人員 | 出典         |
| ------------------ | ---------------- | ------------ |
| 2007年（平成19年） | 106              | [ 1 ]        |
| 2009年（平成21年） | 89               | [ 1 ]        |
| 2010年（平成22年） | 97               | [ 14 ]       |
| 2011年（平成23年） | 91               | [ 15 ]       |

## 駅周辺
駅舎は天竜川の左岸（東岸）にある。谷の底に位置し、東側には南アルプスの山地が川に迫っており、左岸側は平地は少ない。駅前を長野県道14号下諏訪辰野線が線路に並行して通過しており、一段高い所を中央自動車道が通過している。駅前の民家や商店は鉄道や県道に沿うように細長く並んでいる。かつての川岸村役場跡地など川岸の中心となる川岸集落は駅から見て川の右岸側にあり、北西に約1 km離れている。現在の岡谷市役所川岸支所は、村役場のあった位置より若干近くなった。また、駅北東で天竜川左岸側の鮎沢集落、南東の駒沢集落、さらに南の駒沢新田（荻山新田）集落、対岸の夏明集落なども駅の徒歩圏になる。右岸左岸共に、低地が水田、少し高い所や斜面は畑になっているところが多い。
川が近いこともあり、駅周辺はたびたび浸水する被害が出ている。土砂災害は比較的少ない地区であったとされるが、2006年（平成18年）7月の豪雨では駒沢集落裏手の沢ほか、市内各地で土石流が発生し、駒沢のものは集落を超えて中央本線の線路まで土砂が流出した。この災害を受けて、砂防ダムが建設されたほか、ハザードマップが見直され、駅東側の一部が土砂災害警戒区域等における土砂災害防止対策の推進に関する法律（土砂災害防止法）6条に基づく土砂災害警戒区域に指定され、一部はさらに1ランク厳しい特別警戒区域（同法8条）に加えられた。2021年（令和3年）8月には駅のすぐ東側の沢でも土石流が発生している。
駅の南東側の中央自動車道上に川岸バスストップ（中央道川岸バス停）があり、高速路線バスを利用可能である。停車路線は中央高速バスのバスタ新宿 - 飯田線、バスタ新宿 - 駒ヶ根線の一部の便とみすずハイウェイバスの長野 - 飯田線の3系統。また、駅前停留所から岡谷市民バスと呼ばれる路線バスが運行されており、行先と経由地の違いから川岸線と川岸橋原線の2系統がある。両系統とも北は岡谷市民病院前まで行く。南側は川岸線が県道沿いに辰野町との境まで、川岸橋原線は駅対岸の沢集落までである。
- 天竜川 - 西天竜幹線水路の取水堰（西天竜頭首工）
- 長野県道14号下諏訪辰野線
  - 「川岸駅」停留所 - 駅最寄りのバス停留所。このほか県道上にいくつかバス停あり。
- 中央自動車道 川岸バスストップ
- 岡谷市役所川岸支所

## 隣の駅
東日本旅客鉄道（JR東日本）
■中央本線（辰野支線）
□快速「みすず」・■普通
岡谷駅 - 川岸駅  - *平出信号場 - 辰野駅
*打消線は廃止信号場